# Maëster
Maëster, de son vrai nom Jean-Marie Ballester, né le 7 mars 1959 à Cheragas (Algérie), est un auteur de bande dessinée et dessinateur humoristique français.
Très inspiré à ses débuts par Uderzo et Gotlib, Maëster démarre par un style cartoon qu'il encre d'une façon de plus en plus réaliste. Il a créé deux personnages emblématiques du mensuel Fluide glacial : Athanagor Wurlitzer et Sœur Marie-Thérèse des Batignolles.

## Biographie

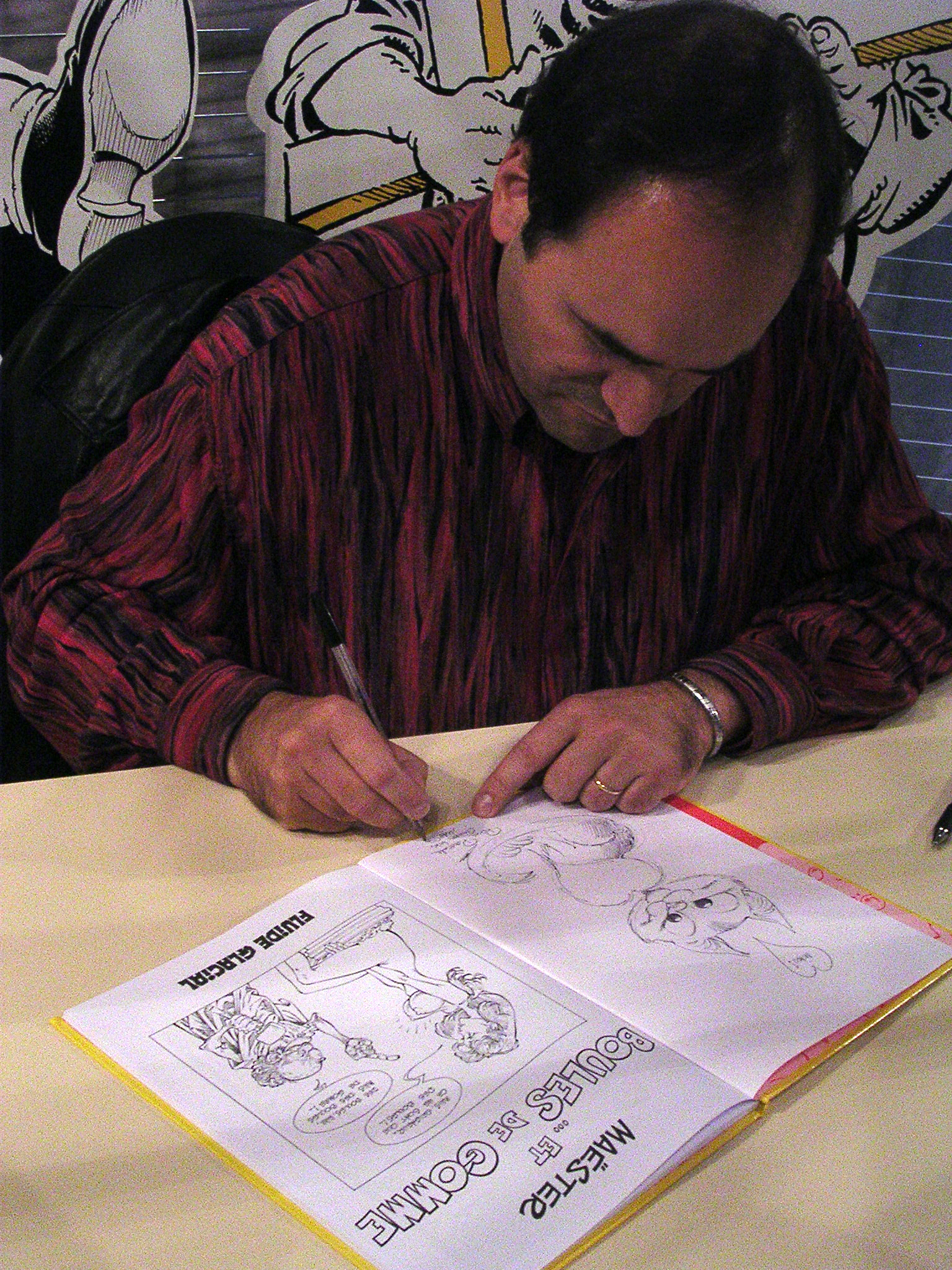
Maëster au Festival international de la BD de Chambéry de 2005.

Lecteur dans son enfance de magazines de bande dessinée tels que Spirou, Le Journal de Tintin ou, plus tard, Pilote (où il découvre ses mentors et ses influences majeures : Albert Uderzo, Gotlib, Jean Mulatier…), il se lance en 1982 dans la bande dessinée et intègre l'équipe du magazine Fluide glacial où emploie un humour basé sur la parodie, les jeux de mots et l'absurde et un style qui mêle un crayonné cartoon avec un graphisme réaliste.
Sa première série, Athanagor Wurlitzer, narre les aventures d'un prétendu « obsédé sexuel » qui se révèle être, en réalité, un gentleman timide et romantique.
Sa seconde série, Sœur Marie-Thérèse des Batignolles, est basée sur le même procédé de comique par inversion, puisque son anti-héroïne a le contraire du comportement attendu d'une bonne sœur : vulgaire, ivrogne, droguée, bagarreuse et dragueuse. Cette série remporte un certain succès en raison de ses références à la culture catholique.
En 1997, il reprend le personnage de l'inspecteur Charolles, protagoniste récurrent avec le commissaire Bougret de la Rubrique-à-brac de Gotlib où Charolles apparaît (comme dans la bande dessinée initiale) sous les traits de Gotlib, et se fait assister de l'inspecteur Piggs qui n'est autre que la caricature de Maëster lui-même. Caricaturiste très influencé par Les Grandes Gueules (Patrice Ricord, Jean-Claude Morchoisne et Mulatier), il aborde dans certaines de ses histoires la parodie policière et y dessine les stars du cinéma et de la télé à la manière des auteurs du magazine Mad.
Il quitte Fluide glacial après vingt-deux ans de présence et rejoint L'Écho des savanes, qui prépublie le sixième tome des aventures de Sœur Marie-Thérèse des Batignolles. Glénat ayant racheté le catalogue de bande dessinée d'Albin Michel, c'est désormais chez cet éditeur qu'il publie l'essentiel de son travail. Les dessins de son blog ont été publiés chez Le Lombard et dans leur journal Le Strip, puis chez Drugstore (Le Premier An Pire).
En 2011, Maëster crée les éditions Valentine pour y publier d'autres travaux, notamment un premier album collectif de caricatures : Wanted! Caricature & Western.

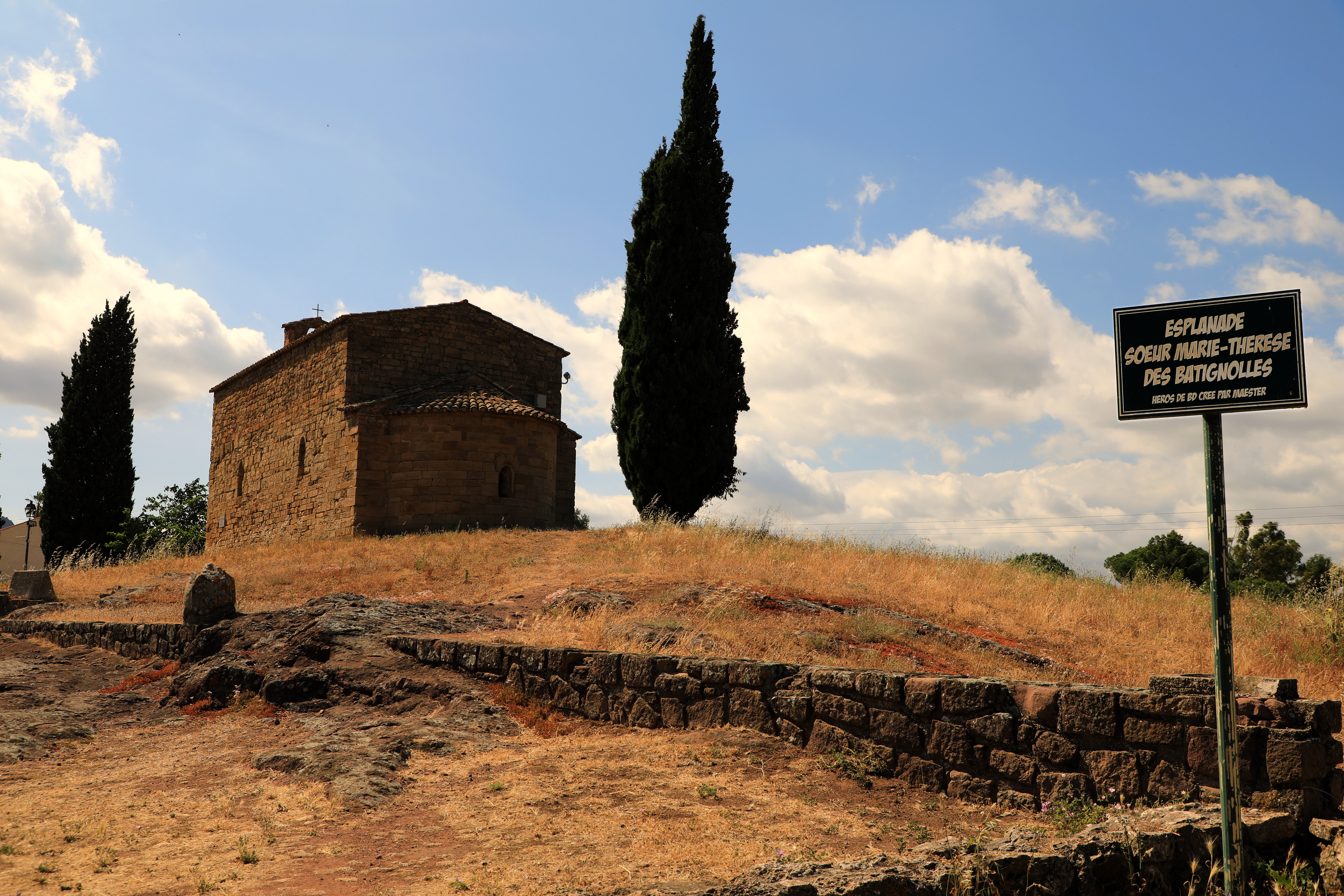
Esplanade de Roquebrune-sur-Argens nommée en l’honneur de son personnage emblématique.

En septembre 2015, il est victime d'un accident vasculaire cérébral, à la suite duquel il ne peut se rendre au festival Bédéciné d'Illzach en novembre.

## Technique
Peu productif, Maëster est un dessinateur très lent en raison d'une technique personnelle particulièrement minutieuse qui lui permet de partir d'un crayonné cartoon nerveux, pour finir avec une exécution proche du dessin réaliste. Son style est ainsi qualifié de « comico-réaliste ».
Le premier jet est fait avec des crayons de couleur et un encrage au stylo. L'exécution finale est reprise sur table lumineuse au crayon bleu et encrée à la plume, en improvisant des gags de détail en arrière-plan. Enfin il colorie (ou grise) les dessins en mélangeant l'encre et l'aquarelle pour jouer sur les effets de matière, avec un souci du détail proche du photo-réalisme.

## Œuvres

### Sœur Marie-Thérèse des Batignolles
- 1 Sœur Marie-Thérèse des Batignolles, Fluide glacial/Audie, Paris, avril 1989
Scénario et dessin : Maëster -  (ISBN 978-2858153985)
- 2 Sœur Marie-Thérèse des Batignolles : Heureux les imbéciles…, Fluide Glacial/Audie, Paris, avril 1990
Scénario et dessin : Maëster -  (ISBN 978-2858153992)
- 3 Sœur Marie-Thérèse des Batignolles : Dieu vous le rendra…, Fluide Glacial/Audie, Paris, mai 1992
Scénario et dessin : Maëster -  (ISBN 978-2858154005)
- 4 Sœur Marie-Thérèse des Batignolles : Sur la Terre comme au Ciel…, Fluide Glacial/Audie, Paris, novembre 1994
Scénario et dessin : Maëster -  (ISBN 978-2858154012)
- 5 Sœur Marie-Thérèse des Batignolles : Sans Diocèse Fixe…, Fluide Glacial/Audie, Paris, novembre 2001
Scénario et dessin : Maëster -  (ISBN 978-2858153053)
- 6 Sœur Marie-Thérèse des Batignolles : La Guère Sainte, Drugstore, Paris, novembre 2008
Scénario et dessin : Maëster -  (ISBN 978-2226175601)
- 7 Sœur Marie-Thérèse des Batignolles : Ainsi soit-elle !, octobre 2019, Glénat BD, Humour
Scénario : Maester - Dessin : Maëster et Julien Solé - Couleurs : Mariacristina Federico -  (ISBN 978-2356261076)

### Athanagor Wurlitzer
- 1 Athanagor Wurlitzer, obsédé sexuel : Non pratiquant, Fluide glacial/Audie, Paris, décembre 1986
Scénario et dessin : Maëster -  (ISBN 978-2858151028)
- 2 Athanagor Wurlitzer, obsédé sexuel : Genèse, Fluide Glacial/Audie, Paris, octobre 1987
Scénario et dessin : Maëster -  (ISBN 978-2858151103)
- 3 Athanagor Wurlitzer, obsédé sexuel : Mode d'emploi, Fluide Glacial/Audie, Paris, novembre 1988
Scénario et dessin : Maëster -  (ISBN 978-2858151196)
- Athanagor Wurlitzer, obsédé sexuel l'intégrale, Glénat, Paris, 2013
Scénario et dessin : Maëster -  (ISBN 978-2723498418)

### Meurtres fatals
- 1 Meurtres fatals graves, Fluide glacial/Audie, Paris, novembre 1997
Scénario : Maëster[5] - Dessin : Maëster -  (ISBN 2-85815-232-2)
- 2 Meurtres fatals 002, Fluide Glacial/Audie, Paris, novembre 1999
Scénario et dessin : Maëster -  (ISBN 2-85815-269-1)
- Meurtres fatals l'intégrale qui tue, Glénat, Paris, 2015
Scénario et dessin : Maëster -  (ISBN 978-2-344-00104-2)

### Autres
- … et boules de gomme, Fluide glacial/Audie, Paris
Scénario et dessin : Maëster -  (ISBN 2858159475)
- Raven[6], Stakhano
Scénario et dessin : Maëster
- Cuvée Maëster, Le Cycliste, janvier 2000
Scénario et dessin : Maëster - 95 p.  (ISBN 978-2-912249-30-2 et 2-912249-30-9)[7]
- L'Actu tue, Lombard, janvier 2007
Scénario et dessin : Maëster -  (ISBN 2803622432)
- France, terre d'asileS, Lombard, janvier 2008
Scénario et dessin : Maëster -  (ISBN 2803623846)
- Le Premier An Pire, Glénat, décembre 2008
Scénario et dessin : Maëster -  (ISBN 978-2723468763)
- Divers albums collectifs dont Rubricabracadabra (2 pages)